# Sammanträdesrum

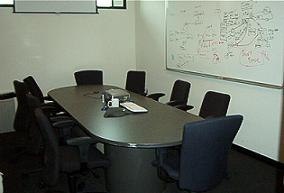
Litet sammanträdesrum i Playa Vista i Los Angeles 2006.

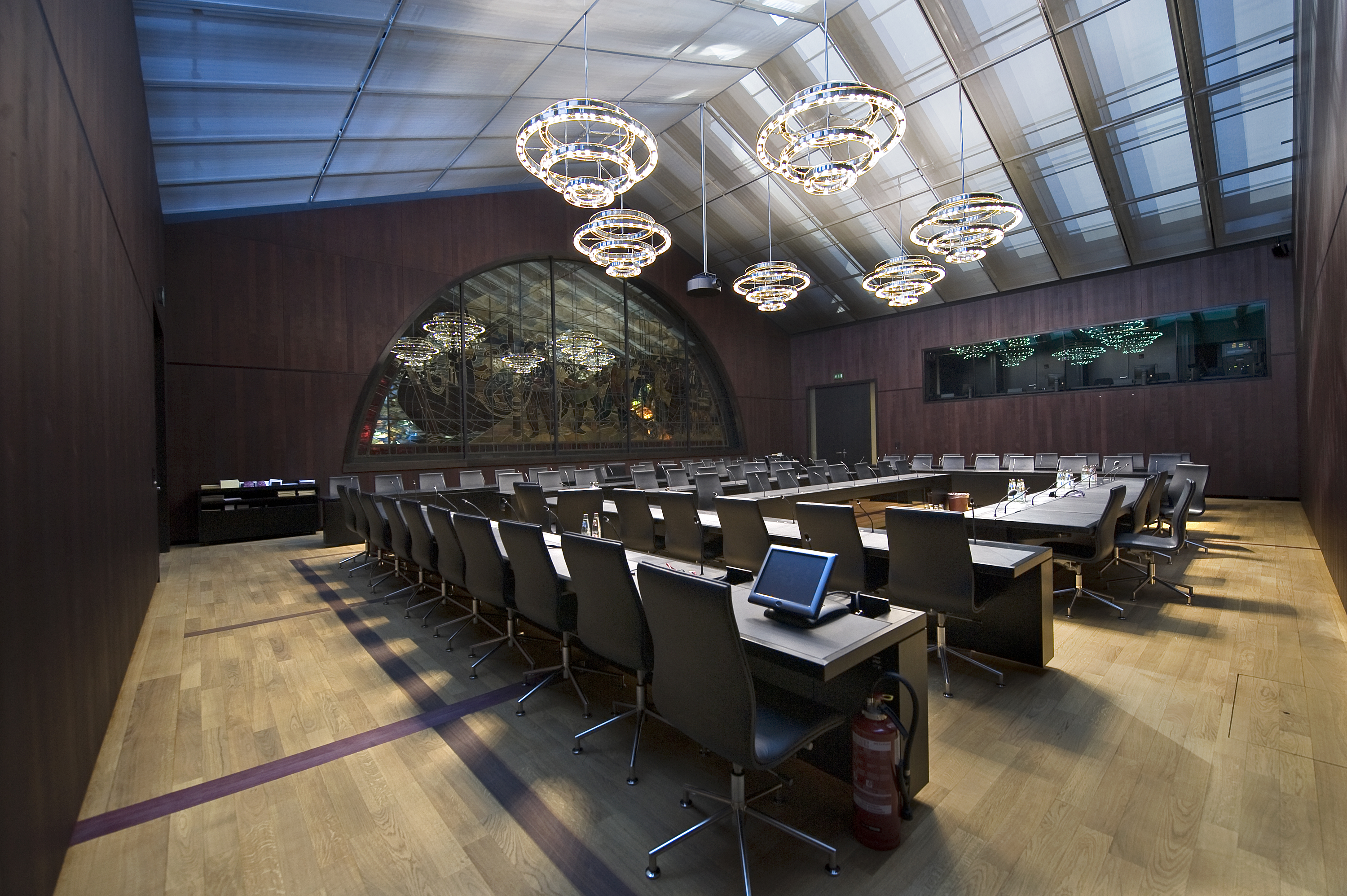
Sammanträdesrum i Schweiz förbundsrådsbyggnad i Bern.

Ett sammanträdesrum eller konferensrum är ett rum som kan användas för möten i arbetslivet. De är vanliga på hotell, i kongresshallar och på vissa sjukhus. Ibland används andra lokaler för större konferenser, som arenor eller konserthus. Även vissa flygplan har sammanträdesrum. Vissa sammanträdesrum saknar fönster av säkerhetsskäl.
I ett sammanträdesrum finns vanligtvis möbler såsom konferensbord och stolar och overheadprojektor eller andra tekniska hjälpmedel.
Rökning är numera vanligtvis förbjuden i sammanträdesrum även i byggnader som tillåter rökning i många andra rum.

### Fotnoter
1. ↑  "Rahul who? Challenge on home turf", TAPAS CHAKRABORTY,  The Telegraph, hämtdatum: 8 september 2015
2. ↑  "Air Force One INDIA" Arkiverad 13 mars 2008 hämtat från the Wayback Machine., The Indian Express, Manu Pubby, hämtdatum: 8 september 2015
3. ↑  "How Bush Decided on the Surge" Arkiverad 4 mars 2016 hämtat från the Wayback Machine., Fred Barnes, FrontPage Magazine, hämtdatum: 8 september 2015
4. ↑  "Albert Hall Conference Centre" Arkiverad 5 mars 2016 hämtat från the Wayback Machine., Conferences-UK.org.uk, hämtdatum: 8 september 2015
5. ↑  "Bills to ban public smoking defeated", OLYMPIA MEOLA TIMES, hämtdatum: 8 september 2015